# Mamucium

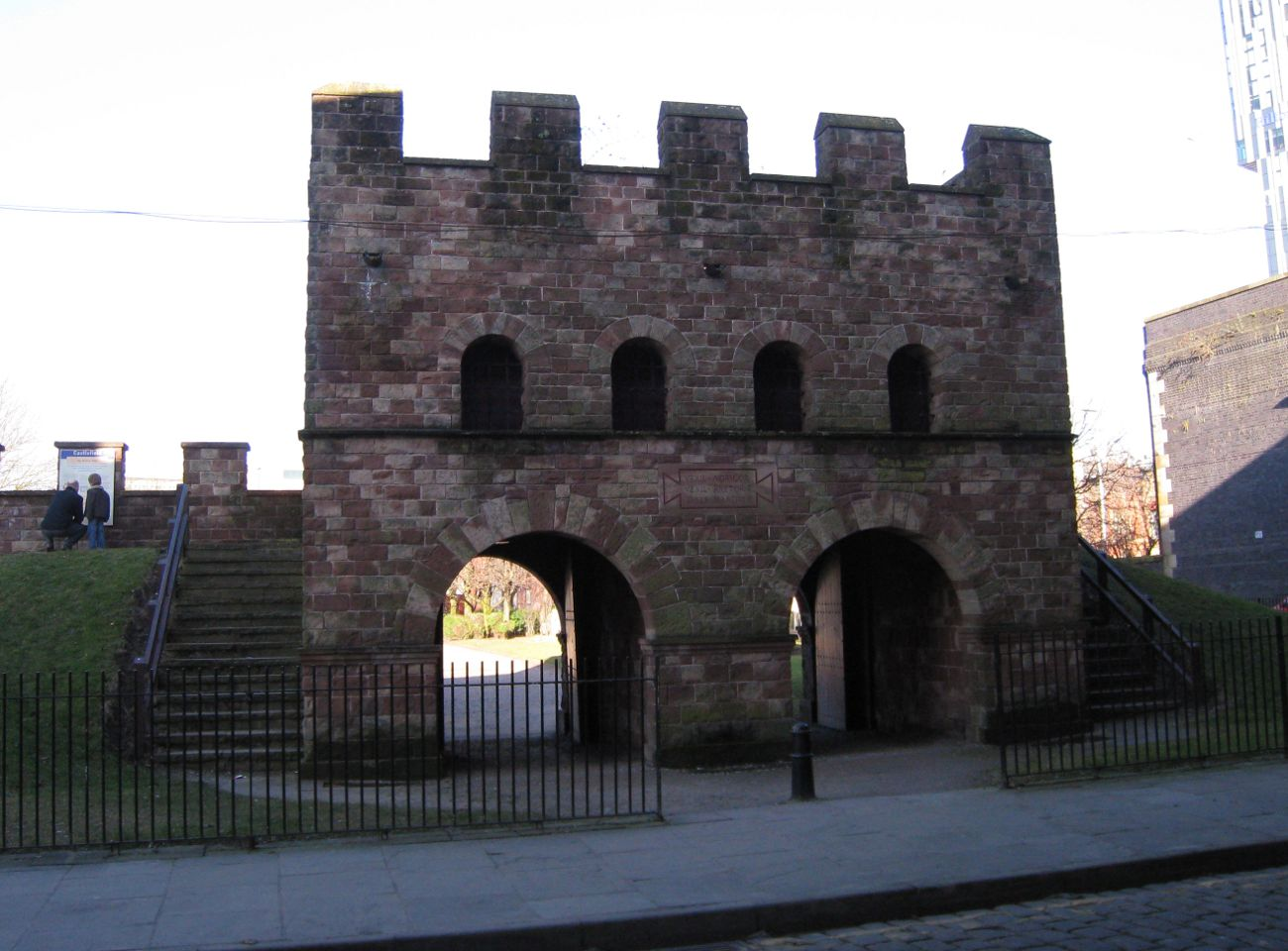
Porte reconstituée du fort romain.

Mamucium, souvent à tort appelé Mancunium, était un fort romain de la province de Britannia. Les restes du fort, situés dans le quartier de Castlefield à Manchester, dans le nord-ouest de l'Angleterre, sont protégés comme Scheduled Ancient Monument. Fondé en 79, Mamucium était gardé par une garnison de soldats qui veillaient sur la route reliant Chester (Deva Victrix) à York (Eboracum). Un vicus, ou peuplement civil regroupant des marchands et la famille des soldats, se développa en dehors du fort et devint une zone de forte activité économique.
Le site demeura en ruines jusqu'à la révolution industrielle. À cette période, la ville de Manchester s'étend et on finit de détruire le fort pour faire place à de nouvelles constructions. Il est abîmé par la construction du Rochdale Canal et du Great Northern Railway. Des parties du fort ont aujourd'hui été restaurées et sont visibles pour le public.